# Estornell de Neumann
L'estornell de Neumann (Onychognathus neumanni) és una espècie d'ocell de la família dels estúrnids (Sturnidae). Es troba de forma fragmentada a l'Àfrica central i Occidental. Els seus hàbitats són els roquissars, els cursos d'àigua i les àrees urbanes. el seu estat de conservació es considera de risc mínim.
El nom específic de Neumann fa referència a l'ornitòleg alemany Oskar Rudolph Neumann (1867-1946).